# Bivongi
Bivongi és un comune (municipi) de la Ciutat metropolitana de Reggio de Calàbria, a la regió italiana de Calàbria, situat a uns 50 km al sud-oest de Catanzaro i a uns 80 km al nord-est de Reggio de Calàbria. A 1 de gener de 2019 la seva població era de 1.301 habitants.
Bivongi limita amb els municipis de Guardavalle, Pazzano i Stilo.